# Evolução da complexidade biológica
A evolução da complexidade biológica é um resultado importante do processo de evolução. A evolução produziu alguns organismos notavelmente complexos - embora o nível real de complexidade seja muito difícil de definir ou medir com exatidão em biologia, com propriedades como o conteúdo genético, o número de tipos de células ou a morfologia, todas propostas como possíveis métricas.
Muitos biólogos costumavam acreditar que a evolução era progressiva (ortogênese) e tinha uma direção que conduzia aos chamados “organismos superiores”, apesar da falta de provas para este ponto de vista. Esta ideia de “progressão” introduziu os termos “animais superiores” e “animais inferiores” na evolução. Atualmente, muitos consideram que esta ideia é errônea, uma vez que a seleção natural não tem uma direção intrínseca e que os organismos foram selecionador em relação a uma maior ou menor complexidade em resposta às condições ambientais locais. Embora tenha havido um aumento do nível máximo de complexidade ao longo da história da vida, houve sempre uma grande maioria de organismos pequenos e simples e o nível de complexidade mais comum parece ter permanecido relativamente constante.

## Seleção para simplicidade e complexidade
Normalmente, os organismos que têm uma taxa de reprodução mais elevada do que os seus concorrentes têm uma vantagem evolutiva. Consequentemente, os organismos podem evoluir para se tornarem mais simples e, assim, multiplicarem-se mais rapidamente e produzirem mais descendentes, uma vez que necessitam de menos recursos para se reproduzirem. Um bom exemplo são os parasitas como o Plasmodium - o parasita responsável pela malária - e o Mycoplasma; estes organismos dispensam frequentemente caraterísticas que se tornam desnecessárias através do parasitismo num hospedeiro.
Uma linhagem também pode prescindir da complexidade quando uma determinada caraterística complexa simplesmente não oferece nenhuma vantagem selectiva num determinado ambiente. A perda desta caraterística não tem necessariamente de conferir uma vantagem selectiva, mas pode perder-se devido à acumulação de mutações se a sua perda não conferir uma desvantagem selectiva imediata. Por exemplo, um organismo parasita pode prescindir da via de síntese de um metabolito quando pode facilmente recolher esse metabolito do seu hospedeiro. O descarte dessa síntese pode não necessariamente permitir que o parasita conserve energia ou recursos significativos e cresça mais rápido, mas a perda pode ser fixada na população através do acúmulo de mutações se nenhuma desvantagem for incorrida pela perda dessa via. As mutações que causam a perda de uma caraterística complexa ocorrem com mais frequência do que as mutações que causam o ganho de uma caraterística complexa.
Com a seleção, a evolução pode também produzir organismos mais complexos. A complexidade surge frequentemente na coevolução de hospedeiros e agentes patogénicos, com cada um dos lados a desenvolver adaptações cada vez mais sofisticadas, como o sistema imunológico e as muitas técnicas que os agentes patogénicos desenvolveram para o contornar. Por exemplo, o parasita Trypanosoma brucei, que causa a doença do sono, desenvolveu tantas cópias do seu principal antígenio de superfície que cerca de 10% do seu genoma é dedicado a diferentes versões deste único gene. Esta enorme complexidade permite ao parasita mudar constantemente a sua superfície e, assim, escapar ao sistema imunitário através da variação antigênica.
De uma forma mais geral, o aumento da complexidade pode ser impulsionado pela coevolução entre um organismo e o ecossistema de predadores, presas e parasitas ao qual tenta manter-se adaptado: à medida que qualquer um destes se torna mais complexo para lidar melhor com a diversidade de ameaças oferecidas pelo ecossistema formado pelos outros, os outros também terão de se adaptar, tornando-se mais complexos, desencadeando assim uma corrida evolutiva contínua em direção a uma maior complexidade. Esta tendência pode ser reforçada pelo facto de os próprios ecossistemas tenderem a tornar-se mais complexos ao longo do tempo, à medida que a diversidade das espécies aumenta, juntamente com as ligações ou dependências entre elas.

## Tipos de tendências de complexidade

Tendências passivas versus activas na complexidade. Os organismos no início são vermelhos. Os números são apresentados em altura, com o tempo a subir numa série.

Se a evolução possuísse uma tendência ativa em direção à complexidade (ortogênese), como se acreditava amplamente no século XIX, então esperaríamos ver uma tendência ativa de aumento ao longo do tempo no valor mais comum (o modo) de complexidade entre os organismos.
No entanto, um aumento na complexidade também pode ser explicado por meio de um processo passivo. Assumir mudanças aleatórias imparciais de complexidade e a existência de uma complexidade mínima leva a um aumento ao longo do tempo da complexidade média da biosfera. Isso envolve um aumento na variação, mas o modo não muda. A tendência de criação de alguns organismos com maior complexidade ao longo do tempo existe, mas envolve porcentagens cada vez menores de seres vivos.
Nessa hipótese, qualquer aparência de evolução agindo com uma direção intrínseca em direção a organismos cada vez mais complexos é resultado do fato de as pessoas se concentrarem no pequeno número de organismos grandes e complexos que habitam a cauda direita da distribuição de complexidade e ignorarem os organismos mais simples e muito mais comuns. Esse modelo passivo prevê que a maioria das espécies é de procariotos microscópicos, o que é apoiado por estimativas de 106 a 109 procariotos existentes em comparação com estimativas de diversidade de 106 a 3x106 para eucariotos. Consequentemente, nessa visão, a vida microscópica domina a Terra, e os organismos grandes só parecem mais diversos devido ao viés de amostragem.
A complexidade do genoma geralmente aumentou desde o início da vida na Terra. Alguns modelos de computador sugeriram que a geração de organismos complexos é uma característica inevitável da evolução. As proteínas tendem a se tornar mais hidrofóbicas ao longo do tempo, e a ter seus aminoácidos hidrofóbicos mais intercalados ao longo da sequência primária. Aumentos no tamanho do corpo ao longo do tempo são às vezes vistos no que é conhecido como a regra de Cope.

## Evolução neutra construtiva
Trabalhos recentes na teoria da evolução propuseram que, ao relaxar a pressão de seleção, que normalmente age para simplificar os genomas, a complexidade de um organismo aumenta por um processo chamado evolução neutra construtiva [en]. Como o tamanho efetivo da população em eucariotos (especialmente organismos multicelulares) é muito menor do que em procariotos, eles sofrem restrições de seleção menores.
De acordo com esse modelo, novos genes são criados por processos não adaptativos, como a duplicação aleatória de genes. Essas novas entidades, embora não sejam necessárias para a viabilidade, dão ao organismo uma capacidade excessiva que pode facilitar o declínio mutacional das subunidades funcionais. Se essa deterioração resultar em uma situação em que todos os genes agora são necessários, o organismo ficou preso em um novo estado em que o número de genes aumentou. Esse processo foi descrito algumas vezes como uma "catraca" complexificadora. Esses genes suplementares podem então ser cooptados pela seleção natural por um processo chamado neofuncionalização [en]. Em outros casos, a evolução neutra construtiva não promove a criação de novas partes, mas promove novas interações entre os participantes existentes, que, então, assumem novos papéis multiplos.
A evolução neutra construtiva também tem sido usada para explicar como complexos antigos, como o spliceossomo e o ribossomo, ganharam novas subunidades ao longo do tempo, como surgem novas isoformas de genes com splicing alternativo, como evoluiu a codificação de genes em ciliados, como a edição generalizada de pan-RNA pode ter surgido no Trypanosoma brucei, como os lncRNAs funcionais provavelmente surgiram do ruído transcricional e como até mesmo complexos proteicos inúteis podem persistir por milhões de anos.

## Hipótese do risco mutacional
A hipótese do risco mutacional é uma teoria não adaptativa para o aumento da complexidade nos genomas. A base da hipótese do risco mutacional é que cada mutação para o DNA não codificante impõe um custo de aptidão. A variação na complexidade pode ser descrita por 2Neu, em que Ne é o tamanho efetivo da população e u é a taxa de mutação.
Nessa hipótese, a seleção contra o DNA não codificante pode ser reduzida de três maneiras: deriva genética aleatória, taxa de recombinação e taxa de mutação. À medida que a complexidade aumenta de procariotos para eucariotos multicelulares, o tamanho efetivo da população diminui, aumentando subsequentemente a força da deriva genética aleatória. Isso, juntamente com a baixa taxa de recombinação e a alta taxa de mutação, permite que o DNA não codificante prolifere sem ser removido pela seleção purificadora [en].
O acúmulo de DNA não codificante em genomas maiores pode ser observado quando se compara o tamanho do genoma e o conteúdo do genoma em táxons eucarióticos. Há uma correlação positiva entre o tamanho do genoma e o conteúdo do genoma do DNA não codificante, com cada grupo permanecendo dentro de alguma variação. Ao comparar a variação na complexidade em organelas, o tamanho efetivo da população é substituído pelo tamanho efetivo genético da população (Ng). Se analisarmos a diversidade de nucleotídeos no sítio silencioso, espera-se que os genomas maiores tenham menos diversidade do que os mais compactos. Nas mitocôndrias de plantas e animais, as diferenças na taxa de mutação são responsáveis pelas direções opostas na complexidade, com as mitocôndrias de plantas sendo mais complexas e as mitocôndrias de animais sendo mais simplificadas.
A hipótese do risco mutacional tem sido usada para explicar, pelo menos parcialmente, os genomas expandidos em algumas espécies. Por exemplo, ao comparar a Volvox cateri com um parente próximo com um genoma compacto, a Chlamydomonas reinhardtii, a primeira tinha menos diversidade de sítios silenciosos do que a segunda nos genomas nuclear, mitocondrial e plastidial. Entretanto, ao comparar o genoma plastidial da V. cateri [en] com o da V. africanus, uma espécie do mesmo gênero, mas com metade do tamanho do genoma plastidial, houve altas taxas de mutação em regiões intergênicas. Em Arabidopsis thaliana, a hipótese foi usada como uma possível explicação para a perda de íntrons e o tamanho compacto do genoma. Quando comparada com a A. lyrata [en], os pesquisadores encontraram uma taxa de mutação mais alta em geral e em íntrons perdidos (um íntron que não é mais transcrito ou emendado) em comparação com íntrons conservados.
Há genomas expandidos em outras espécies que não poderiam ser explicados pela hipótese do risco mutacional. Por exemplo, os genomas mitocondriais expandidos da Silene noctiflora e da S. conica têm altas taxas de mutação, comprimentos de íntron mais baixos e mais elementos de DNA não codificantes em comparação com outros do mesmo gênero, mas não houve evidência de tamanho populacional efetivo baixo a longo prazo. Os genomas mitocondriais da Citrullus lanatus e da Cucurbita pepo diferem de várias maneiras. O Citrullus lanatus é menor, tem mais íntrons e duplicações, enquanto o Cucurbita pepo é maior, com mais cloroplastos e sequências curtas repetidas. Se os sítios de edição de RNA e a taxa de mutação estivessem alinhados, o Cucurbita pepo teria uma taxa de mutação menor e mais sítios de edição de RNA. No entanto, a taxa de mutação é quatro vezes maior do que a do Citrullus lanatus e eles têm um número semelhante de sítios de edição de RNA. Houve também uma tentativa de usar a hipótese para explicar grandes genomas nucleares de salamandras, mas os pesquisadores encontraram resultados opostos aos esperados, incluindo menor força de longo prazo da deriva genética.

## Histórico
No século XIX, alguns cientistas, como Jean-Baptiste Lamarck (1744-1829) e Ray Lankester (1847-1929), acreditavam que a natureza tinha um esforço inato para se tornar mais complexa com a evolução. Essa crença pode refletir as ideias então vigentes de Hegel (1770-1831) e de Herbert Spencer (1820-1903), que previam a evolução gradual do universo para um estado superior e mais perfeito.
Essa visão considerava a evolução dos parasitas de organismos independentes para uma espécie parasitária como “involução” ou “degeneração” e contrária à natureza. Os teóricos sociais às vezes interpretam essa abordagem metaforicamente para condenar certas categorias de pessoas como “parasitas degenerados”. Cientistas posteriores consideraram a involução biológica como algo sem sentido; em vez disso, as linhagens se tornam mais simples ou mais complicadas de acordo com as formas que tiveram uma vantagem seletiva.
Em um livro de 1964, The Emergence of Biological Organization, Henry Quastler [en] foi pioneiro em uma teoria de emergência, desenvolvendo um modelo de uma série de emergências de sistemas protobiológicos a procariontes sem a necessidade de invocar eventos implausíveis de probabilidade muito baixa.
A evolução da ordem, manifestada como complexidade biológica, em sistemas vivos e a geração de ordem em determinados sistemas não vivos foi proposta em 1983 para obedecer a um princípio fundamental comum chamado “a dinâmica darwiniana”. A dinâmica darwiniana foi formulada considerando primeiro como a ordem microscópica é gerada em sistemas não biológicos simples que estão longe do equilíbrio termodinâmico. A consideração foi então estendida a moléculas de RNA curtas e replicantes, supostamente semelhantes às primeiras formas de vida no mundo do RNA. Foi demonstrado que os processos subjacentes de geração de ordem nos sistemas não biológicos e no RNA replicante são basicamente semelhantes. Essa abordagem ajudou a esclarecer a relação da termodinâmica com a evolução, bem como o conteúdo empírico da teoria de Darwin.
Em 1985, Morowitz observou que a era moderna da termodinâmica irreversível iniciada por Lars Onsager na década de 1930 mostrou que os sistemas invariavelmente se tornam ordenados sob um fluxo de energia, indicando assim que a existência da vida não envolve nenhuma contradição com as leis da física.